# Chích bụi rậm
Chích bụi rậm (tên khoa học: Cettia canturians) là một loài chim thuộc họ Cettiidae.